# Герб Республики Косово
Герб Республики Косово — один из государственных символов частично признанного государства — Республики Косово. Был утверждён решением парламента Республики Косово при провозглашении независимости Косова 17 февраля 2008 года.

## Использование
Закон об использовании Государственной символики Республики Косово, регламентирует использование эмблемы Республики Косово. Закон был принят решением Парламента Республики Косово 20 февраля 2008 года и обнародован Указом президента Республики Косово 15 июня 2008 года.
По рассказам людей, побывавших в Косове, на части территории Республики Косово, населённой преимущественно сербами, государственная символика Республики Косово не используется, так как этому противится местное сербское население. Вместо этого используется государственный флаг и государственный герб Республики Сербии без каких-либо изменений. Власти Сербии не предусматривают использование в Косове любой другой символики кроме официальной сербской.